# Agència Índia d'Investigació Espacial

Chandrayaan 1

La Indian Space Research Organisation (ISRO, en hindi भारतीय अंतरिक्ष अनुसंधान संगठन i en català Agència Índia d'Investigació Espacial) és l'agència espacial de l'Índia. Va ser fundada el 1969 i té la seu a la ciutat de Bangalore.
El seu primer satèl·lit artificial indi, anomenat Aryabhata, va ser llançat el 19 d'abril 1975 amb un vehicle de llançament soviètic Kosmos-3M, i el 1980 va llançar el satèl·lit Rohini RS-1 a bord del vehicle de llançament SLV-3 de construcció autòctona, convertint l'Índia en el setè país a dur a terme llançaments orbitals.
La seva primera sonda espacial lunar, Chandrayaan 1 va ser llançada el 21 d'octubre de 2008, va estar 312 dies en orbita lunar, fent 3400 voltes. La missió Chandrayaan 2, que pretenia allunar, va fracassar en el darrer moment en 2019.
El 23 d'agost de 2023, l'Índia es va convertir en el primer país a aterrar amb èxit una nau espacial a prop del pol sud de la Lluna quan l'Organització Índia d'Investigació Espacial va completar amb èxit la seva missió a la Lluna. La missió lunar índia, Chandrayaan 3, va veure l'èxit d'aterratge suau del seu aterratge Vikram a les 18.04 IST (12.34 GMT) a prop del pol sud lunar poc explorat en una primera mundial per a qualsevol programa espacial.

## Programes notables
- Mars Orbiter Mission
- Chandrayaan 1[7]
- Chandrayaan 3

## Vehicles de llançament
- Augmented Satellite Launch Vehicle
- Geosynchronous Satellite Launch Vehicle Mark III
- Polar Satellite Launch Vehicle
- Small Satellite Launch Vehicle